# 流感嗜血桿菌
流感嗜血桿菌（學名：Haemophilus influenzae），簡稱嗜血桿菌，前稱費佛氏桿菌（或譯拜菲爾氏菌）或流感桿菌，是一種沒有運動力的革蘭氏陰性桿菌。牠是於1892年由費佛博士在流行性感冒的瘟疫中發現。牠一般都是好氧生物，但可以成長為兼性厭氧生物。流感嗜血桿菌最初被誤認為是流行性感冒的病因，但直至1933年，當發現流行性感冒的病毒性病原後，才消除了這種誤解。不過，流感嗜血桿菌仍是會導致其他不同種類的病症。

## 血清群
於1930年，流感嗜血桿菌分類為兩類，即莢膜菌株及沒有莢膜的菌株。現今，流感嗜血桿菌通常依莢膜的種類分為六種血清型(即a,b,c,d,e和f)。而沒有莢膜的菌株，其基因多樣性比有莢膜的菌株還要高。沒有莢膜的菌株稱為NTHi(nontypable)，因為它們沒有莢膜的血清型。
雖然已知莢膜類的乙型流感嗜血桿菌（或是b型流感嗜血桿菌，簡稱HiB）是毒性的主因之一，但感染流感嗜血桿菌的病因卻仍未完全清楚。牠們的莢膜能幫助牠們抵抗在沒有免疫的寄主體內的吞噬作用及不觸發補體介導的裂解。沒有莢膜的菌株則較少侵略性，但牠們能誘發炎症而產生其他病症，如會厭炎。接種HiB結合型疫苗是一種有效的預防方法，其中某幾種疫苗已經廣為使用。

## 病症
大部份流感嗜血桿菌都是機會性感染細菌，即牠們會在寄主體內生存而不引起任何疾病，但當某一些因素（如病毒感染或免疫力下降）出現後則會引發病症。流感嗜血桿菌一般有六種菌株，稱為a型、b型（又稱乙型）、c型、d型、e型及f型。
由流感嗜血桿菌自然產生的疾病只會在人類出現。在嬰兒及孩童中，乙型流感嗜血桿菌會引致菌血病症及急性細菌性腦膜炎。偶而地牠會引致蜂窩組織炎、骨髓炎及關節感染。自從1990年開始，美國使用Hib結合型疫苗後，Hib病症的患病率減少至每十萬名兒童有1.3名兒童感染。但是，Hib仍然是發展中國家引致嬰兒及兒童下呼吸道疾病的主因。沒有莢膜的流感嗜血桿菌會引致兒童的耳朵感染（如中耳炎）、眼睛感染（結膜炎）及鼻竇炎，並且聯帶肺炎。
在各国大规模接种疫苗前，乙型流感嗜血杆菌感染后的病死率约为2%～5%。且15%～30%的病例会留有不同程度的神经系统后遗症，而一旦引发脑膜炎，即便存活亦会有超过30%的人会保有轻重不一的后遗症，包括失聰、偏癱與智障等。
据科学界估计，2000年中华人民共和国约有19000名5岁以下的儿童因感染Hib而死亡，而2015年中华人民共和国全国约有3400人因乙型流感嗜血杆菌感染而死亡，死亡人数在全球的占比排名第三，但已较2000年大幅降低。
截止2021年8月27日，中华人民共和国是唯一一个未将Hib疫苗纳入其国家免疫规划的世界卫生组织成员国。2021年8月，北京大学团队在BMC发表的基于数学建模的研究指，如将Hib 疫苗纳入中华人民共和国国家免疫规划，每年中国或将可以避免约 235700 例5岁以下儿童 Hib 病例（减少93% 的Hib病例）和 2700 例5岁以下儿童 Hib 死亡（减少92% 的Hib死亡），节省共计 24.87亿元（3.84 亿美元）治疗费用，并在该人群的一生中带来约 85000 个生活品質調整後存活年數的增加。

## 與肺炎鏈球菌的相互關係
流感嗜血桿菌與肺炎鏈球菌都能在人類的上呼吸系統中發現。一項有關牠們之間的競爭研究指出，在培養基內，肺炎鏈球菌能以過氧化氫攻擊流感嗜血桿菌及能排除在表面流感嗜血桿菌生存所需的分子。
當兩種細菌一同在鼻腔內時，兩星期之內，只有流感嗜血桿菌能夠生存。當兩種細菌分別地放在鼻腔內時，兩者皆能生存。使實驗鼠的上呼吸組織暴露於兩種細菌時，發現有格外大量的中性粒細胞。當實驗鼠只是暴露於其中一種細菌時，則不會出現這些細胞。
實驗显示，接触过流感嗜血桿菌死菌的中性粒細胞对肺炎鏈球菌會強烈攻擊，而未接触过流感嗜血桿菌死菌的中性粒細胞的這種攻擊则較不會這麼強烈。接触流感嗜血桿菌死菌，却不會對流感嗜血桿菌活菌有所影響。這種現象有兩種可能性：
- 當流感嗜血桿菌被肺炎鏈球菌攻擊時，引發了免疫系統攻擊肺炎鏈球菌。
- 兩種細菌的結合引發了只有其中一種細菌存在所不會引發的免疫系統警報。

至於為何流感嗜血桿菌會不受免疫系統的影響則不得而知。

## 定序
流感嗜血桿菌是第一個被完整定序的獨立生存(非病毒)生物。這項定序工作由克萊格·凡特及其在基因組研究所（該所現為克雷格·文特爾研究所的一部分）的團隊完成。選擇流感嗜血桿菌的原因是，其中一位計畫主持人、諾貝爾獎得主漢彌爾頓·史密斯已研究它數十年，並能提供高品質的基因庫。
流感嗜血桿菌Rd KW20菌株的基因組由單一環狀染色體上的1,830,138個鹼基對組成，包含1,604個蛋白質編碼基因、117個假基因、57個TRNA基因和23個其他RNA基因。這項定序工作採用了全基因組霰彈槍定序法，其成果於1995年發表於《科學》期刊。

## 外部連結
- 微生物免疫學-Haemophilus(嗜血桿菌屬) （页面存档备份，存于）
- . 2003年1月  [2006年10月24日]. （原始内容存档于2006年10月22日） （英语）.
- . 2005年10月11日  [2006年10月24日]. （原始内容存档于2004年8月29日） （英语）.